# Нерпес
Нерпес (швед. Närpes [ˈnærpːes]; фін. Närpiö [ˈnærpiø])  — місто в провінції Пог'янмаа у Фінляндії.
Населення  — 8130 осіб (2014), площа  — 1,854.79 км², водяне дзеркало  — 253,7 км², щільність населення  — 5,08 осіб/км².